# Ciudad Rodrigo
Ciudad Rodrigo est une commune de la province de Salamanque dans la communauté autonome de Castille-et-León en Espagne.
Située à une distance de 86 km de Salamanque, la capitale provinciale, et à 25 km de la frontière avec le Portugal (secteur de Guarda) par l'ouest.

## Histoire
Elle a été le théâtre de nombreux affrontements au début du XIXe siècle en raison de son emplacement stratégique (Sièges de Ciudad Rodrigo de 1810 et celui de 1812).

## Géographie

### Situation et environnement
Ciudad Rodrigo est située sur le Plateau Nord, dans le bassin de la rivière Águeda. L'agglomération s'étend sur 240,11 km2 et son territoire étendu comprend des terres cultivées, des terrains non irrigués et des zones montagneuses, ainsi que des pâturages typiques de la région.

### Climat
Le climat est méditerranéen continental, froid et pluvieux en hiver, et sec en été. Les pluies sont plus abondantes en automne et au printemps. En hiver, les brouillards et les gels nocturnes sont fréquents, avec des températures atteignant jusqu'à -5 °C. Les chutes de neige sont rares (2 ou 3 par an).
En été, les températures peuvent dépasser 30 °C pendant la journée et baissent le soir. La moyenne annuelle des précipitations est de 531 mm.

## Sports
Arrivées du Tour d'Espagne :
- 1999 :  Jan Ullrich
- 2000 :  Alexandre Vinokourov
- 2020 :  Magnus Cort Nielsen

## Culture
- Château d'Henri II (es), nommé d'après le roi Henri II de Castille ;
- Cathédrale de Ciudad Rodrigo ;
- Chapelle de Cerralbo (es) ;
- Tres Columnas, symbole et emblème de la ville ;
- Pont romain sur Águeda
- Plaza Mayor ;
- Musée du pot de chambre (es).

## Galerie

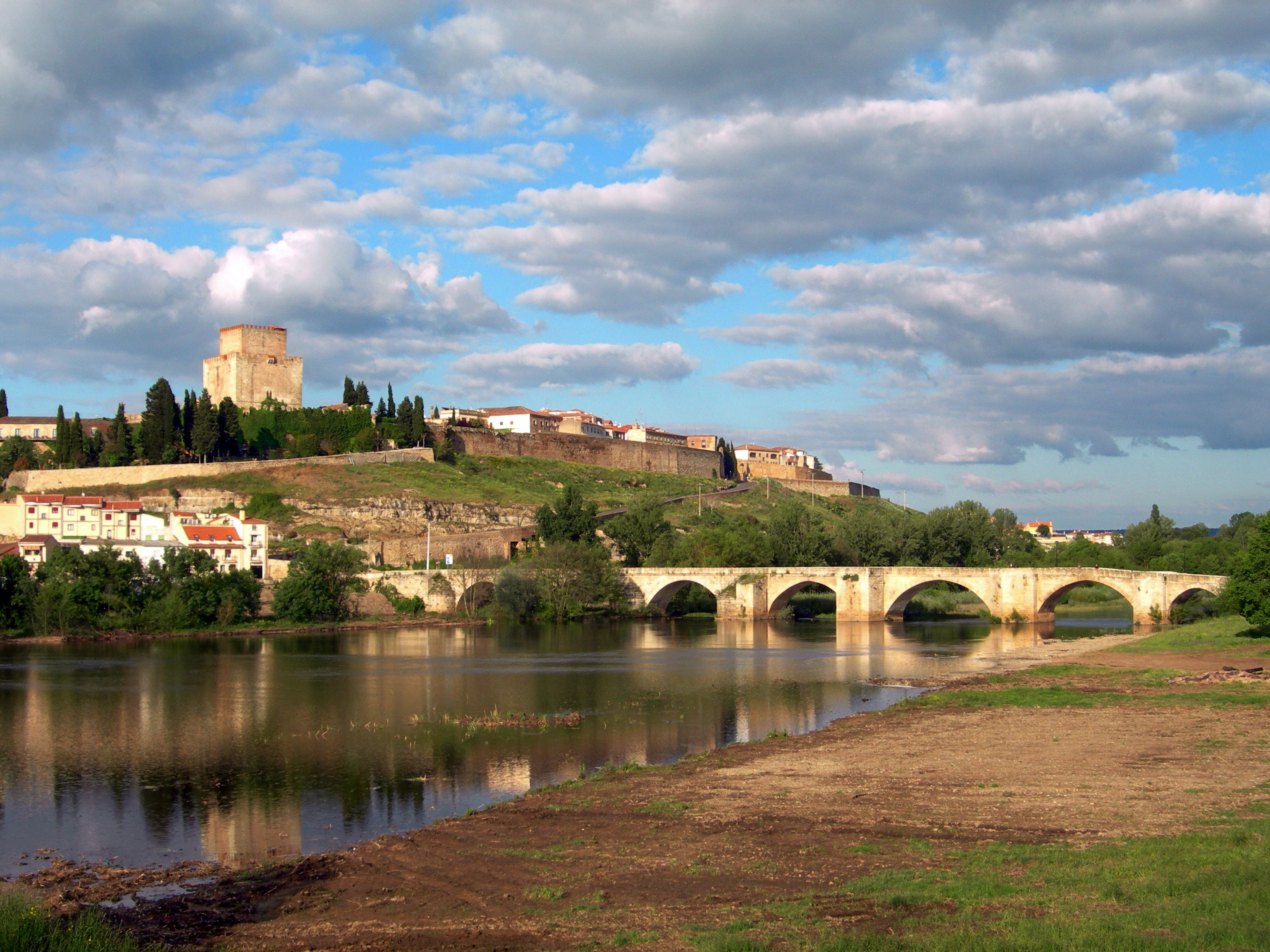
Vue de Ciudad Rodrigo depuis l'Águeda.
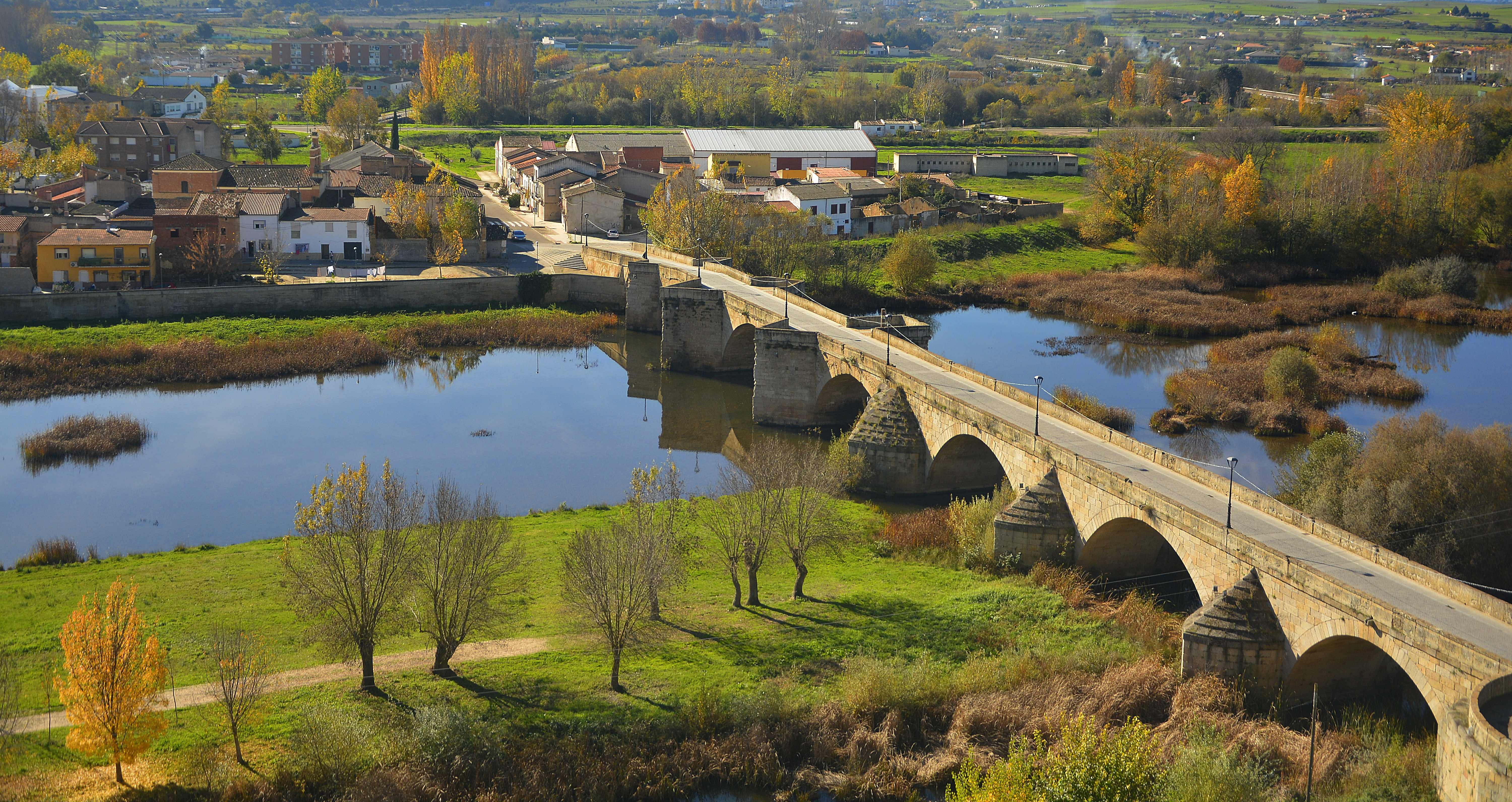
Pont romain sur Águeda
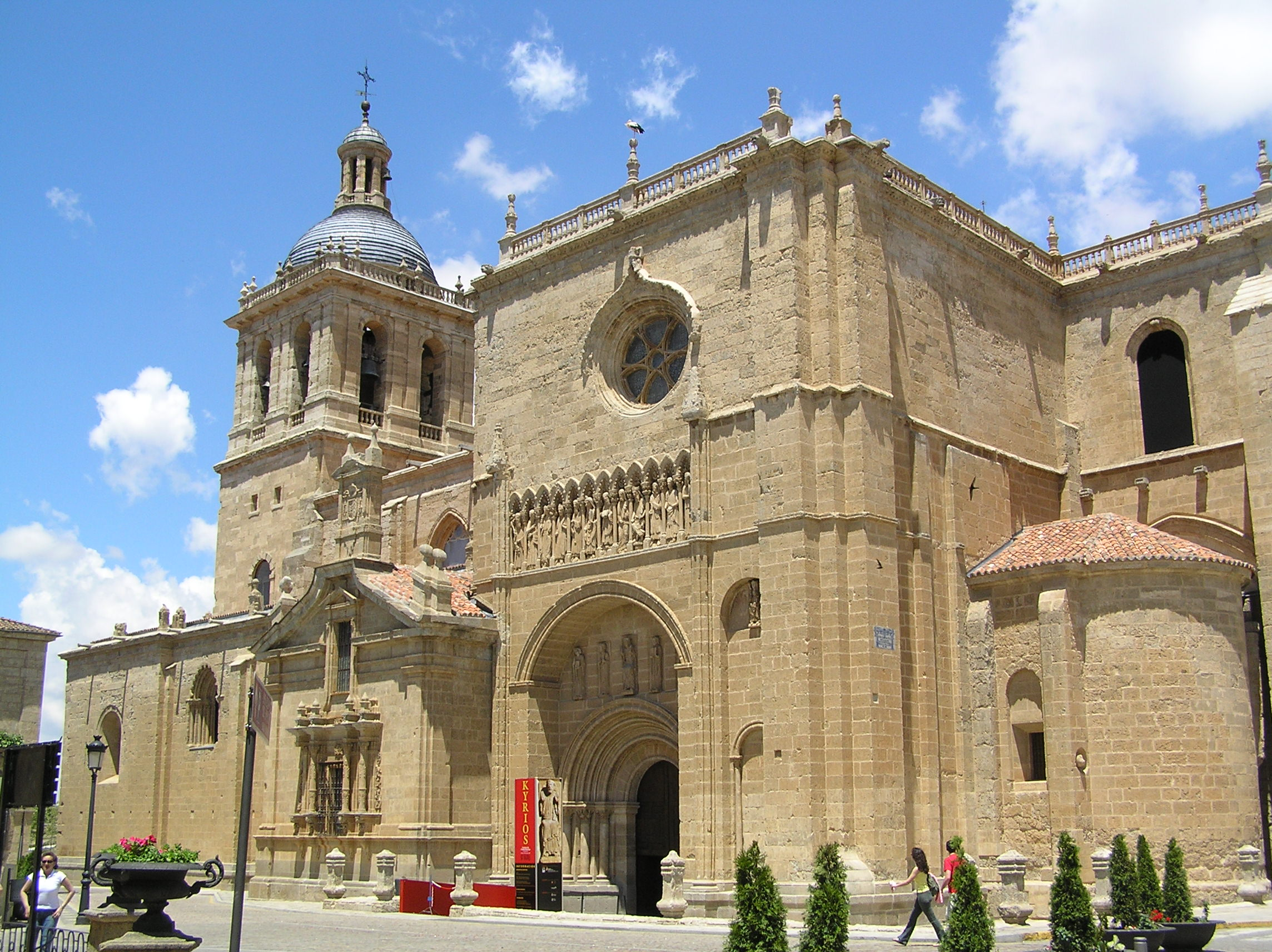
La cathédrale
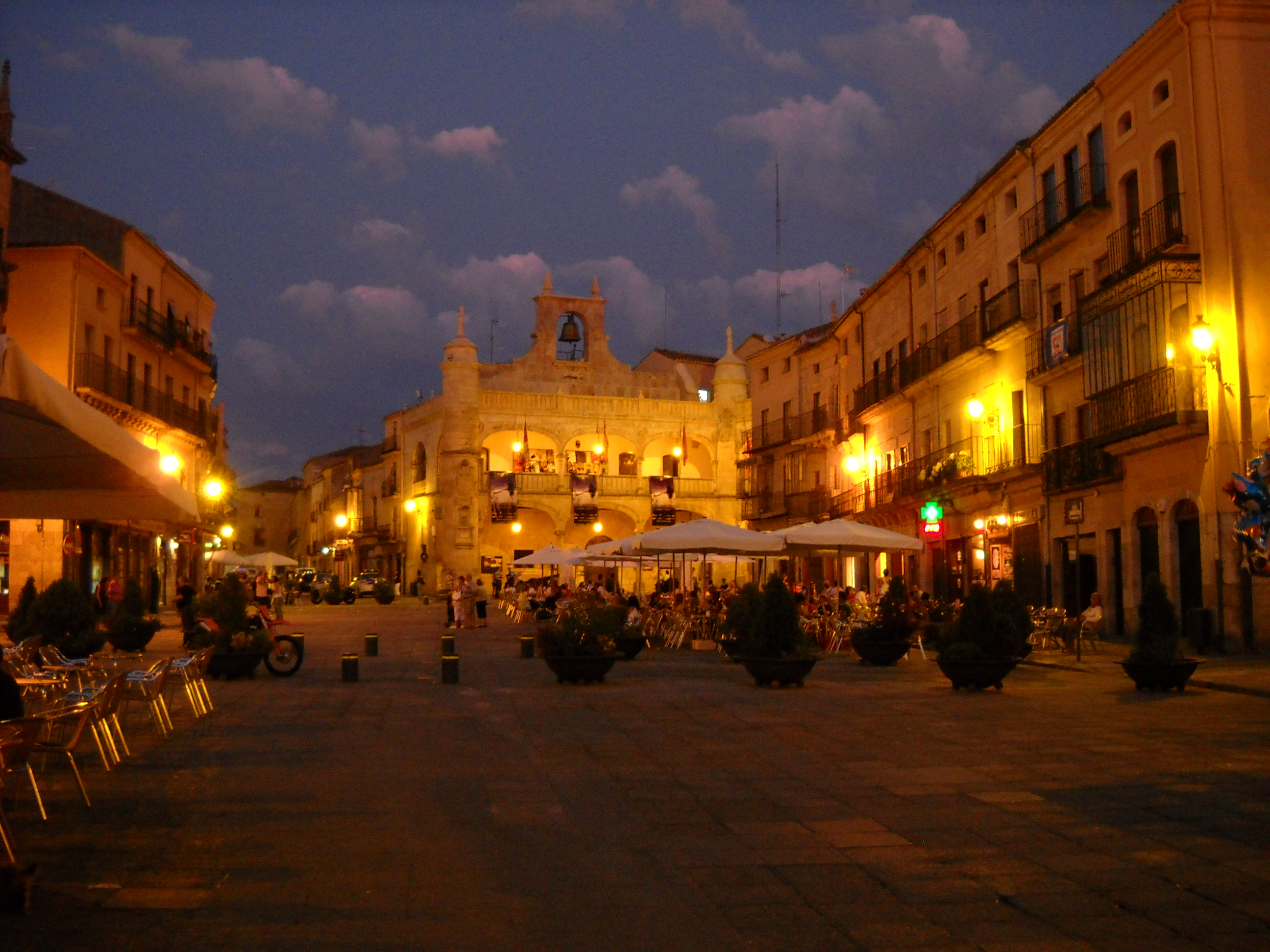
La Plaza Mayor avec la mairie au fond
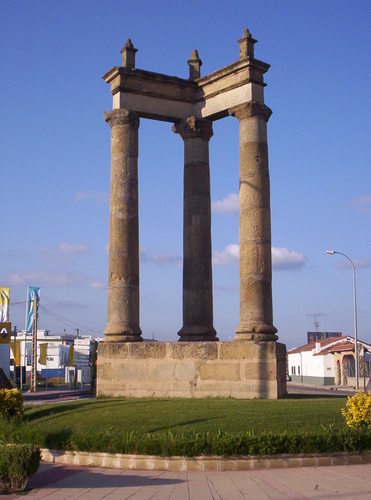
Tres Columnas
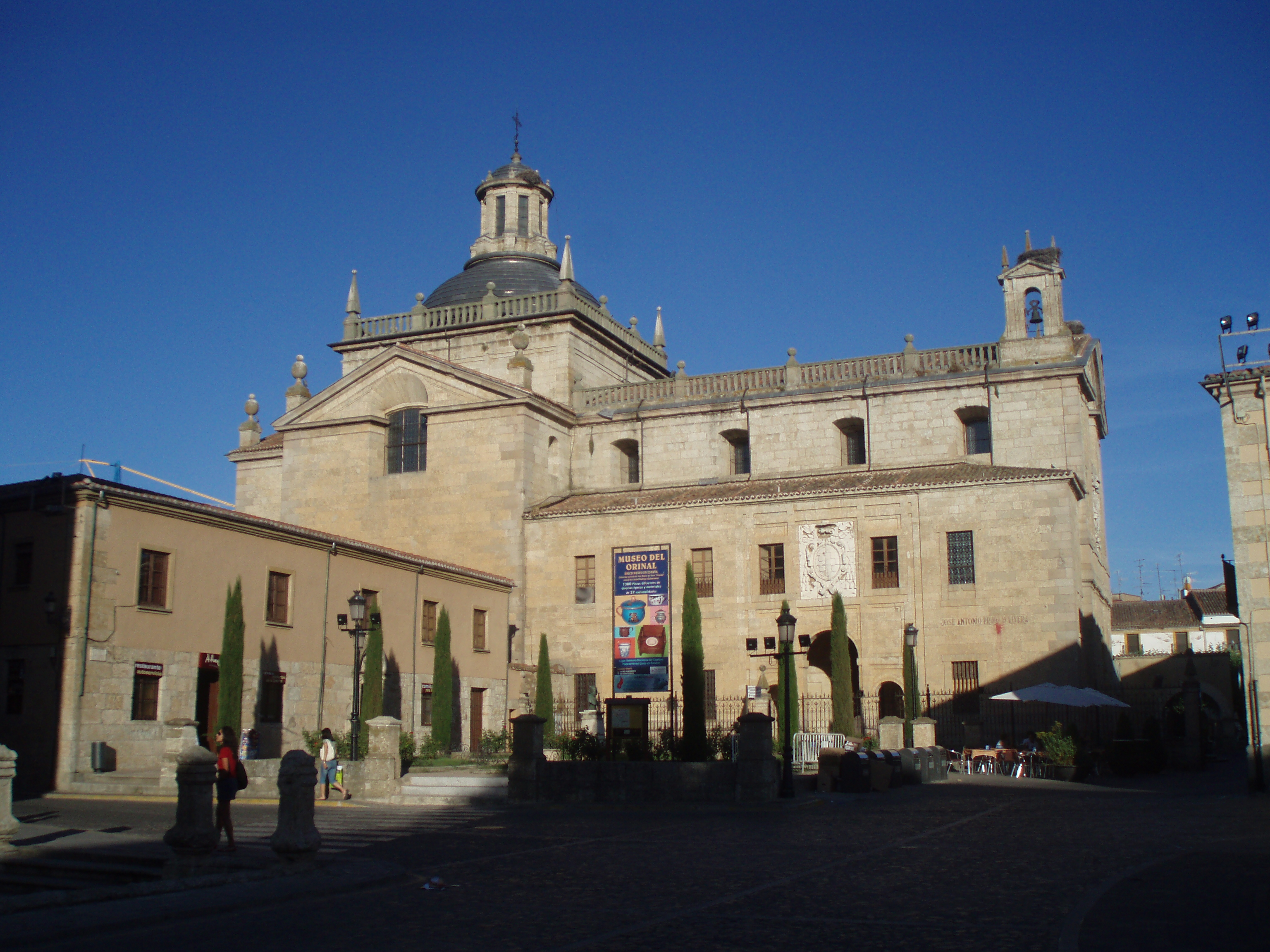
La chapelle de Cerralbo
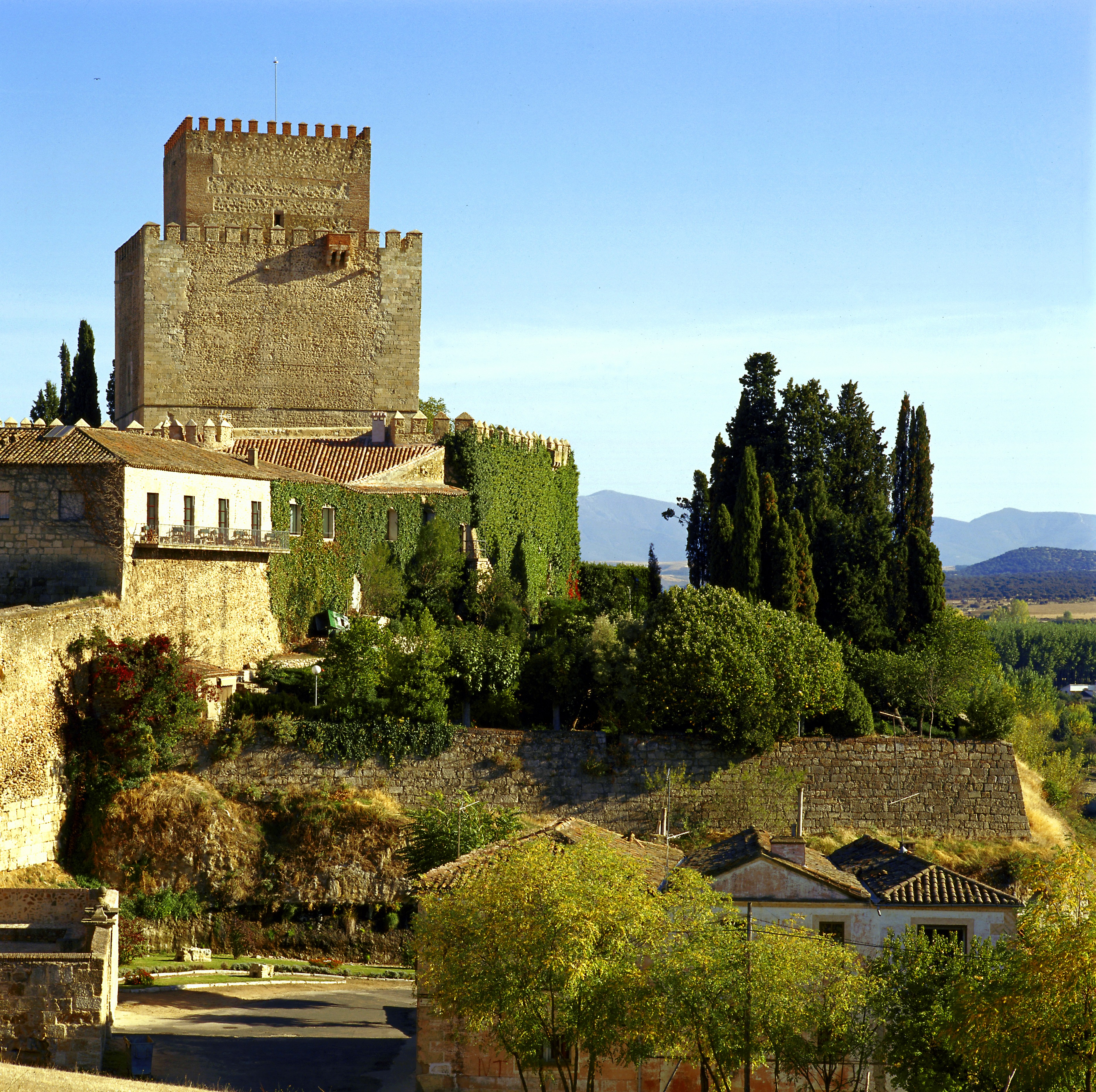
Château d'Henri II de Castille
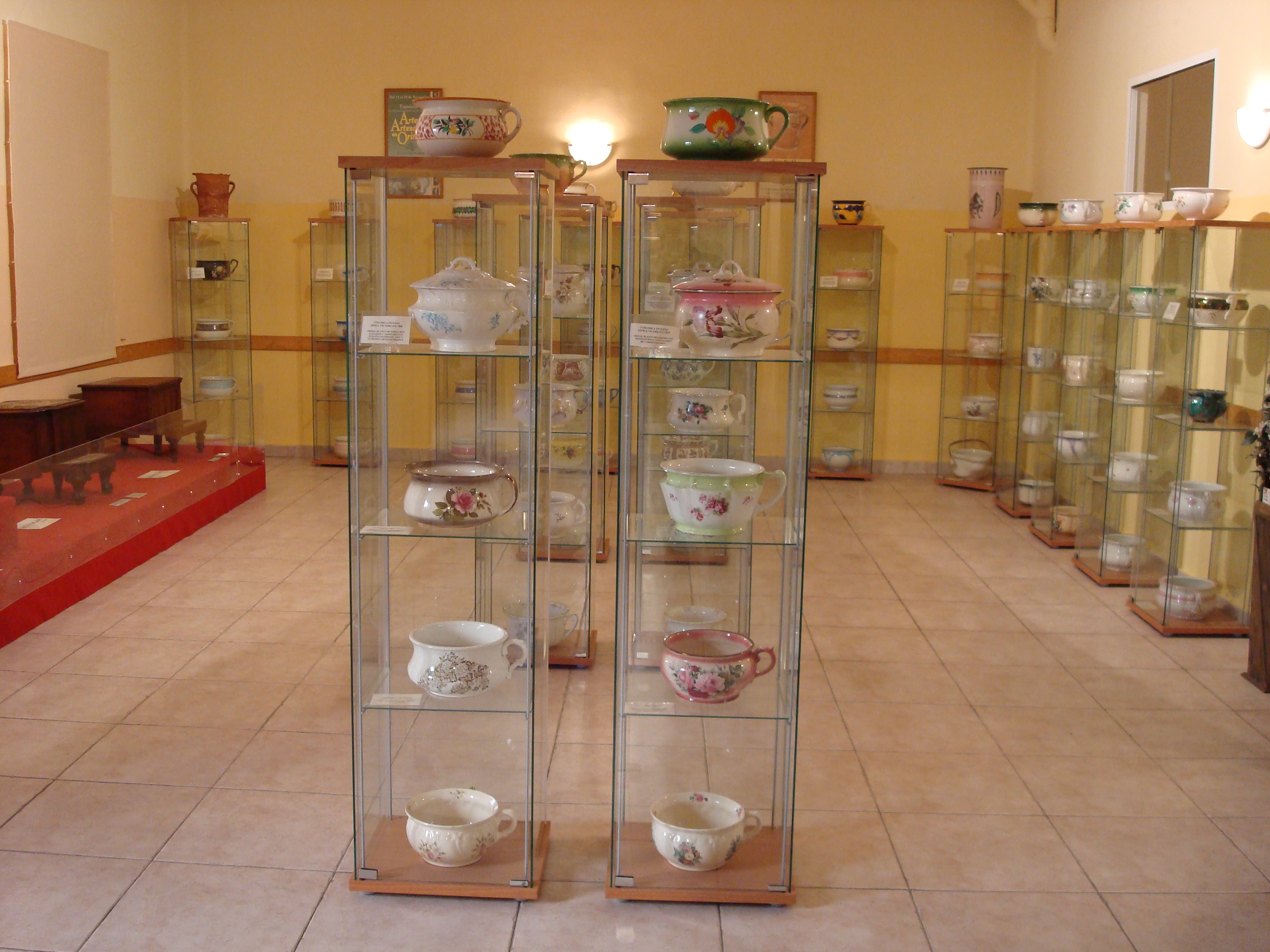
Musée du pot de chambre

## Jumelages
- Aveiro (Portugal)
- Viseu (Portugal)

## Personnalités
- Celso Lagar (1891-1966), artiste peintre, sculpteur et lithographe né à Ciudad Rodrigo.
- Marie Rose Moro (1961), pédopsychiatre française née à Ciudad Rodrigo.

### Articles liés
- Liste des communes de la province de Salamanque
- Siège de Ciudad Rodrigo (1810)
- Siège de Ciudad Rodrigo (1812)
- Langue de Castille de l'ordre de Saint-Jean de Jérusalem